# Shunryū Suzuki
Shunryū Suzuki (jap. 鈴木俊隆 Suzuki Shunryū; ur. 18 maja 1904, zm. 4 grudnia 1971 w San Francisco) – japoński mnich buddyjski, nauczyciel zen w tradycji sōtō.
Suzuki spopularyzował buddyzm zen w Stanach Zjednoczonych, zwłaszcza w San Francisco, dokąd przybył z Japonii w 1959 roku. Był jednym z wpływowych mistrzów zen, a jego nauczanie w znacznym stopniu przyczyniło się do wzrostu zainteresowania buddyzmem zen w świecie Zachodu.
Urodził się jako syn opata małej świątyni Shōgan-ji, Butsumona Sogaku Suzukiego, w Hiratsuce, w prefekturze Kanagawa. Od dwunastego roku życia studiował zen i sprawował różne funkcje w wielu klasztorach w Japonii, wliczając w to dwa najważniejsze klasztory zen sōtō: Eihei-ji i Sōji-ji.
Początek jego pobytu w Ameryce zbiegł się z rozkwitem zainteresowania buddyzmem wśród bitników. Poranne zazen prowadzone przez Suzukiego w Amerykańskiej Akademii Studiów Azjatyckich przyciągały na fali tej mody licznych uczestników. Z czasem te początkowo improwizowane i krótkotrwałe sesje przerodziły się w regularne medytacje, a to z kolei dało początek San Francisco Zen Center.
Zostawił jednak po sobie jedną z najsłynniejszych książek o buddyzmie, Zen Mind, Beginner's Mind. Powstała jako zapis jego wykładów, początkowo spisanych przez Marian Derby, później poprawianych przez samego Suzuki i kilku innych uczniów. Druga książka nosi tytuł: Not Always So: Practicing the True Spirit of Zen.
Umysł początkującego, który zainteresował Suzukiego w jego zachodnich studentach, to możliwość postrzegania rzeczywistości w sposób świeży, nieukierunkowany wcześniejszymi doświadczeniami; to prawdziwa czystość i autentyczność, którą cechują się osoby początkujące. Cała sztuka, zdaniem Suzukiego, polega na tym, żeby nie starać się zrozumieć, a utrzymać stan pierwotnej ciekawości i otwartości.